# Ptychadena taenioscelis
Ptychadena taenioscelis là một loài ếch trong họ Ptychadenidae.
Nó được tìm thấy ở Angola, Botswana, Cộng hòa Congo, Cộng hòa Dân chủ Congo, Gabon, Kenya, Malawi, Mozambique, Namibia, Nam Phi, Tanzania và Zambia, có thể có ở Burundi, Uganda và Zimbabwe.
Các môi trường sống tự nhiên của chúng là xavan khô, xavan ẩm, vùng đất có cây bụi nhiệt đới hoặc cận nhiệt đới, vùng cây bụi ẩm khu vực nhiệt đới hoặc cận nhiệt đới, đồng cỏ nhiệt đới hoặc cận nhiệt đới vùng ngập nước hoặc lụt theo mùa, đầm nước, đầm nước ngọt có nước theo mùa, vùng đồng cỏ, và kênh đào và mương rãnh.